# جواو أوليفيرا
جواو أوليفيرا (بالبرتغالية: João Oliveira‏) (22 مايو 1906 بالبرتغال - ) هو لاعب كرة قدم برتغالي في مركز الهجوم. شارك مع منتخب البرتغال لكرة القدم. أما مع النوادي، فقد لعب مع نادي بنفيكا.

## وصلات خارجية
- جواو أوليفيرا على موقع قاعدة بيانات كرة القدم.إي يو (الإنجليزية)